# Себастьян Ерл
Себастьян Ерл (англ. Sebastian Earl, 2 січня 1900 — 10 квітня 1983) — британський академічний веслувальник.
Срібний призер Олімпійських Ігор 1920 року в складі вісімки.